# Брилувек
Брилувек (пол. Bryłówek) — село в Польщі, у гміні Вйонзув Стшелінського повіту Нижньосілезького воєводства.
Населення — 71 особа (2011).
У 1975—1998 роках село належало до Вроцлавського воєводства.

## Демографія
Демографічна структура станом на 31 березня 2011 року:
|          | Загалом | Допрацездатний вік | Працездатний вік | Постпрацездатний вік |
| -------- | ------- | ------------------ | ---------------- | -------------------- |
| Чоловіки | 38      | 5                  | 29               | 4                    |
| Жінки    | 33      | 5                  | 19               | 9                    |
| Разом    | 71      | 10                 | 48               | 13                   |